# Золотоколодяжская волость (Изюмский уезд)
Золотоколодяжская во́лость — историческая административно-территориальная единица Изюмского уезда Харьковской губернии с волостным правлением в селе Золотой Колодязь.
По состоянию на 1885 год состояла из 14 поселений, 14 сельских общин. Население — 2860 человек (1481 человек мужского пола и 1379 — женского), 395 дворовых хозяйств.
|                       | Площадь | В т.ч. пахотной |
| --------------------- | ------- | --------------- |
| Сельских общин        | 1993    | 1993            |
| Частной собственности | 19628   | 3405            |
| Другой собственности  | 195     | 100             |
| В целом               | 21816   | 5498            |

Основные поселения волости:
- Золотой Колодязь (Левшин, Грязной) - бывшее владельческое село в 90 верстах от уездного города Изюма. В селе волостное правление, 77 дворов, 503 жителя, 2 лавки, постоялый двор, 2 ярмарки (в неделю мироносиц и 20 сентября), православная церковь.
- Новорайское (Хлоповка) - бывшая владельческая слобода при реке Торце. В слободе 71 двор, 477 жителей, православная церковь.

Храмы волости:
- Димитриевская церковь в селе Золотой Колодязь.